# College of William & Mary
College of William & Mary – amerykański uniwersytet publiczny w mieście Williamsburg, w stanie Wirginia. Założony w 1693, był drugim (po Harvardzie) uniwersytetem w Stanach Zjednoczonych.
Początkowo uczelnia ta miała edukować duchownych dla kościoła episkopalnego. Ufundowana została przez króla Wilhelma Orańskiego i królową Marię II (Stuart), którzy przeznaczyli dla niej dwa tysiące funtów oraz dochody z ceł z handlu tytoniem i futrami.
Założone 5 grudnia 1776 na tej uczelni Stowarzyszenie Phi Beta Kappa jest najstarszym honorowym bractwem studenckim w Stanach Zjednoczonych. 
Uczelnie ukończyło trzech prezydentów Stanów Zjednoczonych: Thomas Jefferson, James Monroe i John Tyler.
College of William & Mary wchodzi w skład Public Ivies, listy ośmiu najlepszych publicznych uniwersytetów w Stanach Zjednoczonych.

## Galeria

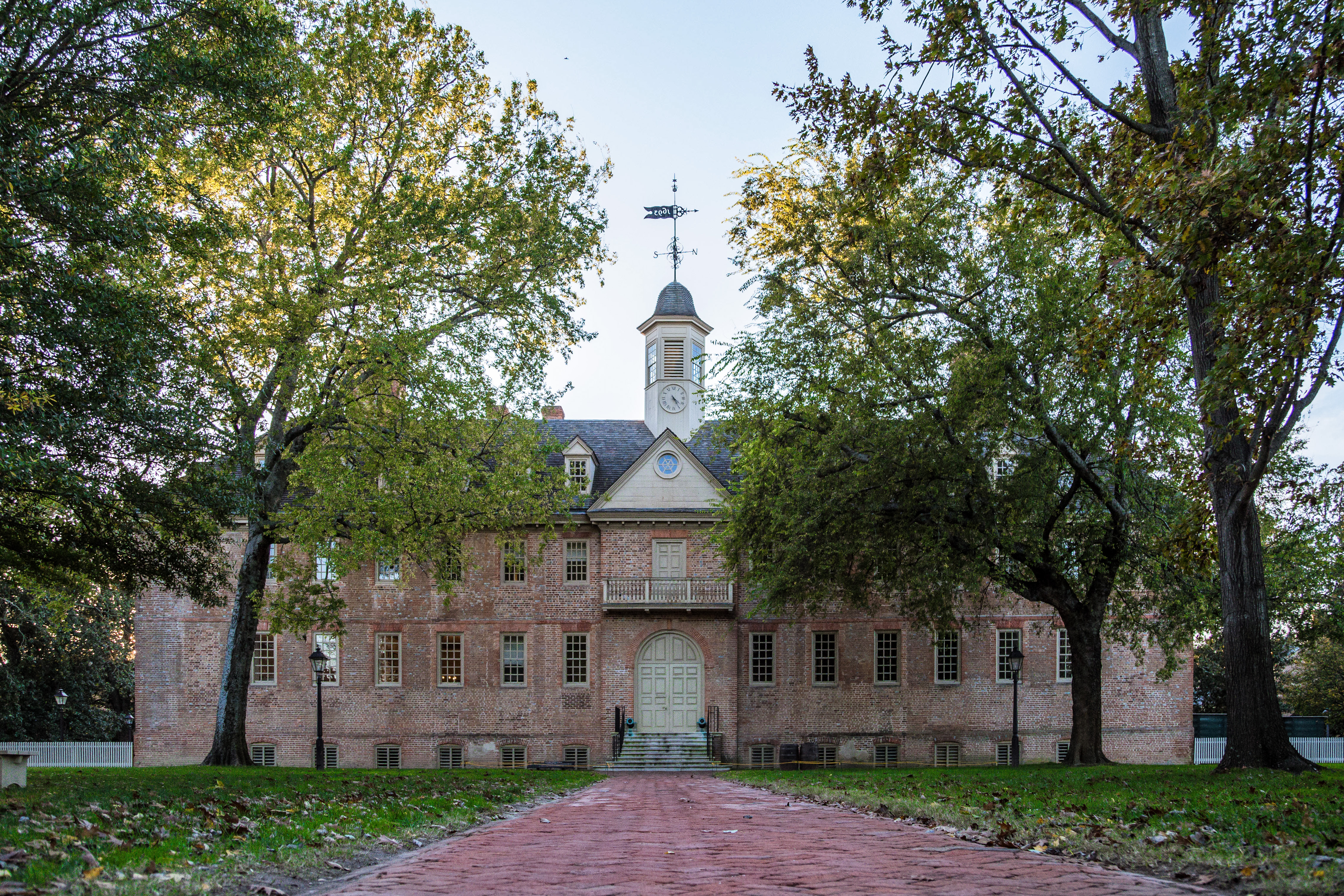
Wren Building
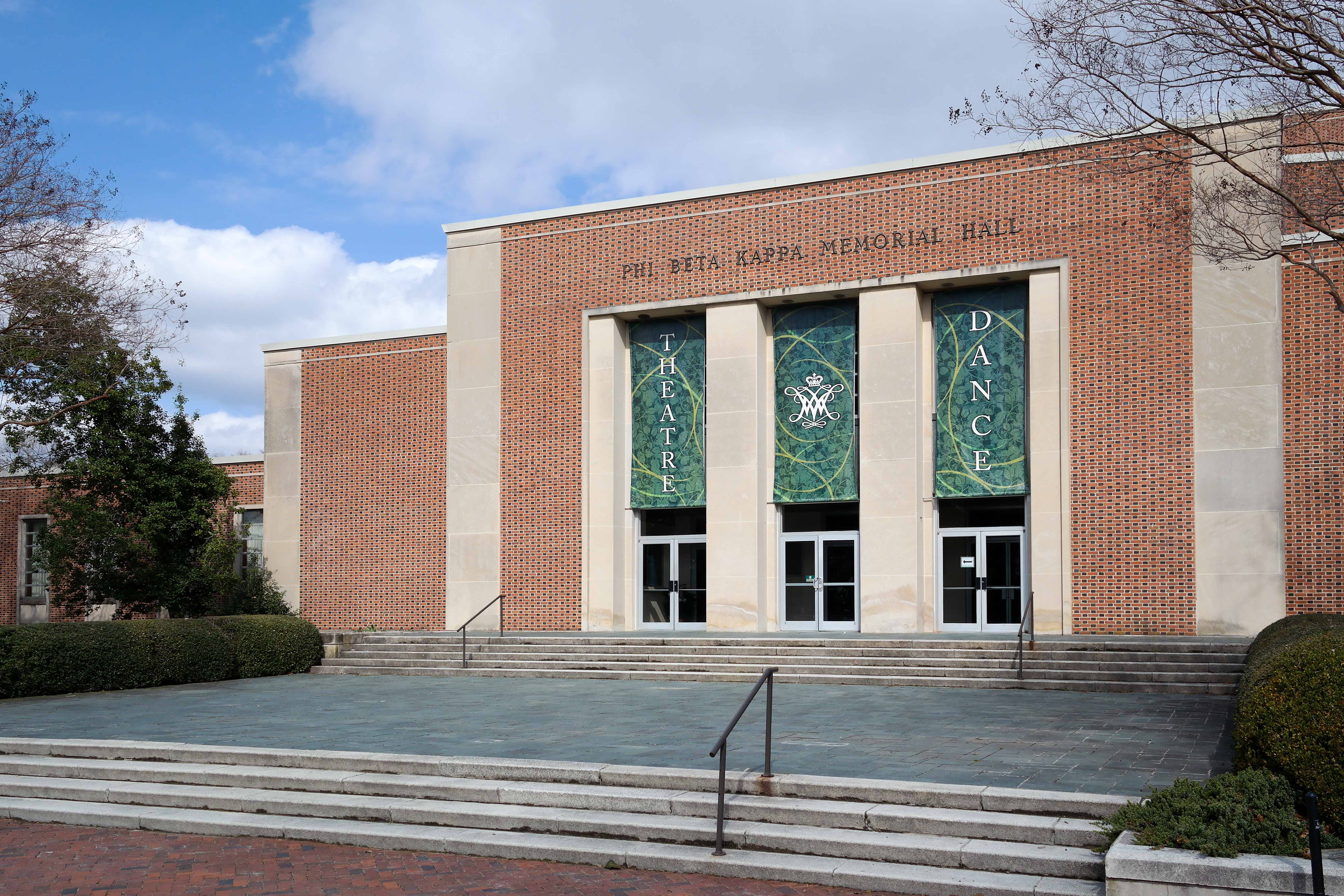
Phi Beta Kappa Memorial Hall
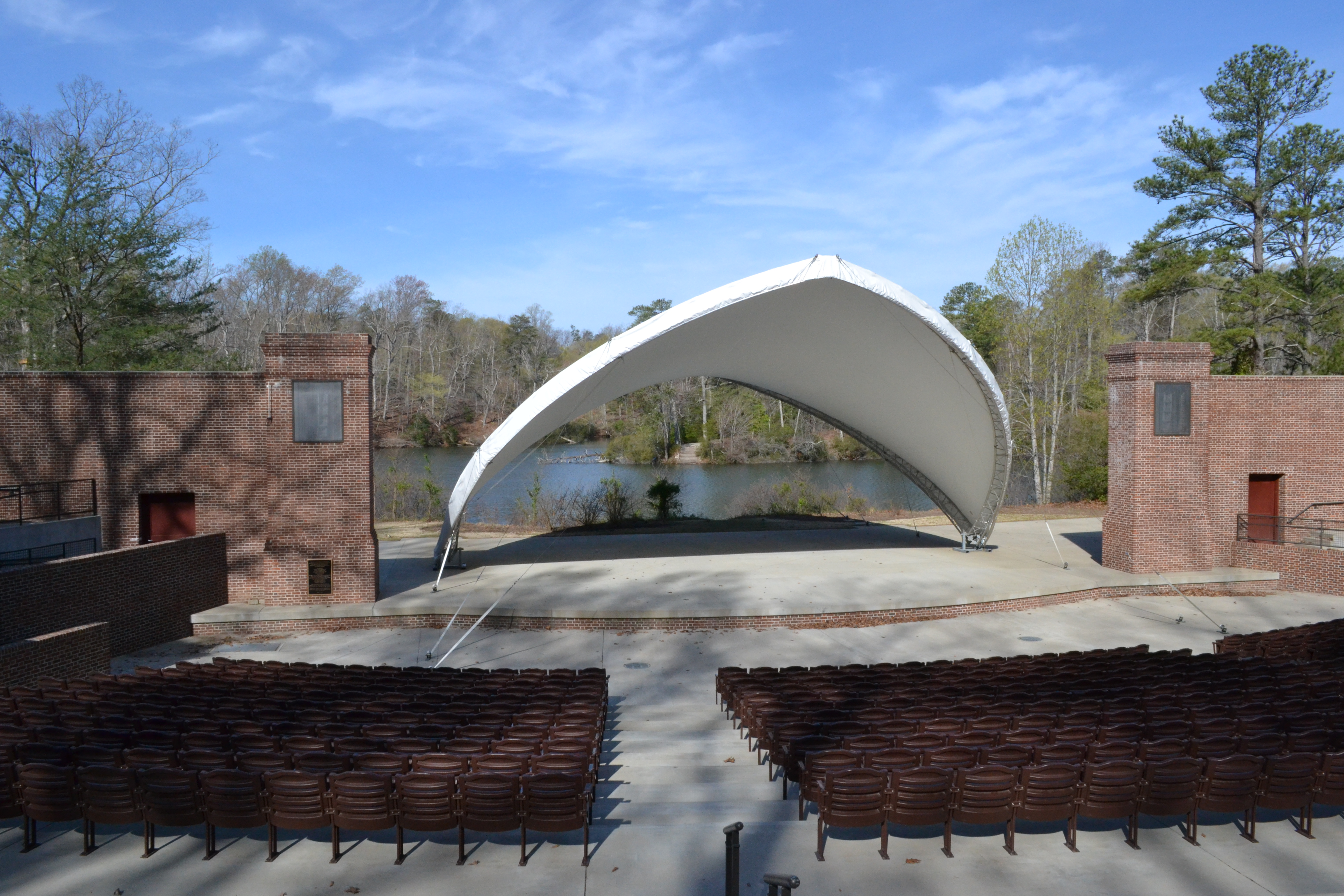
Lake Matoaka Amphitheatre
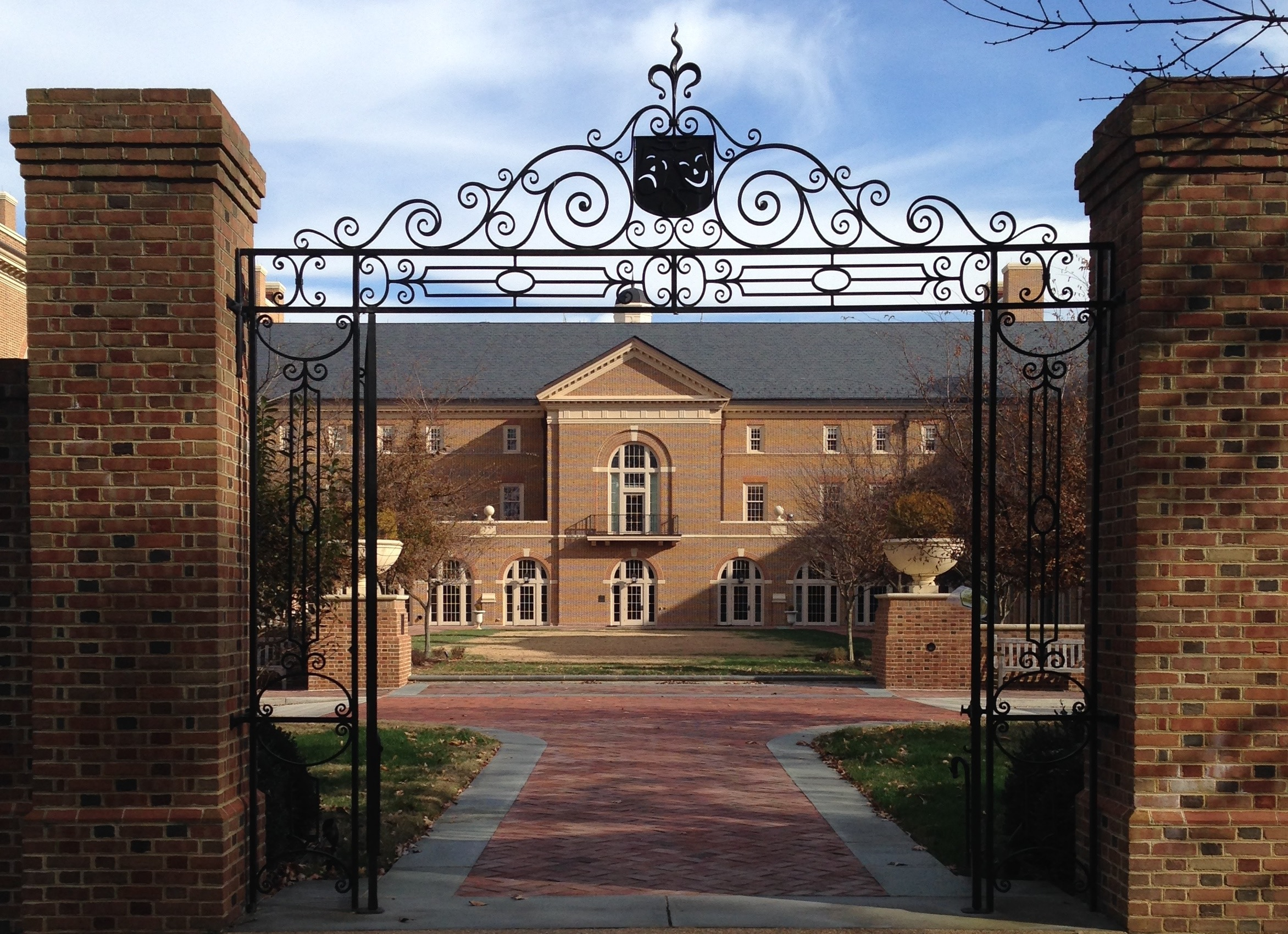
Alan B. Miller Hall, w której mieści się Mason School of Business